# Izzo (H.O.V.A.)
"Izzo (H.O.V.A.)" (às vezes chamado de "H to the Izzo") é um single lançado por Jay-Z do seu sexto álbum The Blueprint. É um de seus singles mais populares. Foi a segunda canção lançada do The Blueprint, após a faixa diss "Takeover", mas foi o primeiro single. A canção alcançou o número 8 na Billboard Hot 100 nos E.U.A. Foi o primeiro single de Jay-Z como artista solo a ficar entre os 10 melhores.
A canção, produzida por Kanye West apresenta um sample de "I Want You Back", do The Jackson 5, o segundo grande hit em 2001 que sampleou a canção após "My Baby", de Lil' Romeo.
O videoclipe apresenta participações de Nelly, Eve, OutKast, Destiny's Child e Kanye West.

## Paradas musicais
| Parada musical (2001)                             | Melhor posição |
| ------------------------------------------------- | -------------- |
| E.U.A. Billboard Hot 100                          | 8              |
| E.U.A. Billboard Hot R&B/Hip-Hop Singles & Tracks | 4              |
| E.U.A. Billboard Rap Singles                      | 7              |
| Dutch Singles Chart                               | 69             |
| Swiss Singles Chart                               | 53             |
| UK Singles Chart                                  | 21             |